# Criotettix vidali
Criotettix vidali är en insektsart som beskrevs av Bolívar, I. 1887. Criotettix vidali ingår i släktet Criotettix och familjen torngräshoppor. Inga underarter finns listade i Catalogue of Life.